# Jill Ellis
Jillian Anne Ellis (6 de septiembre de 1966, Portsmouth, Reino Unido) es una exfutbolista y entrenadora anglo-estadounidense. Fue entrenadora de la Selección femenina de fútbol de Estados Unidos entre 2014 y 2019, consiguiendo dos Copas del Mundo. Fue galardonada por la FIFA como mejor entrenadora del mundo en 2015.

## Palmarés

### Como entrenadora

#### Títulos internacionales
| Título                | Selección      | Sede    | Año  |
| --------------------- | -------------- | ------- | ---- |
| Copa Mundial Femenina | Estados Unidos | Canadá  | 2015 |
| Copa Mundial Femenina | Estados Unidos | Francia | 2019 |